# Spyro Adventure
Spyro Adventure (o Spyro: Attack of the Rhynocs negli Stati Uniti) è un videogioco a piattaforme della serie Spyro the Dragon per Game Boy Advance. Il gioco è stato pubblicato il 27 ottobre 2003 in Nord America, il 20 novembre in Europa. Proprio come il secondo capitolo portatile di Spyro, non è stato distribuito in Giappone. In questo terzo capitolo della saga del draghetto per GBA, Spyro si ritroverà alle prese con il suo nemico Ripto.

## Trama
Il Professore mostra a Spyro alcune delle sue ultime invenzioni, una macchina-spia, un proiettore in grado di tenere sotto osservazione Ripto, loro nemico di sempre, ed un maggiordomo-robot. Nell'essere collaudato, però, quest'ultimo riscontra un particolare problema, ha un corto circuito e tramite il proiettore apre un tunnel dimensionale nel tessuto spazio-tempo tra i Regni dei rinoc e quelli dei Draghi, permettendo allo stesso Ripto e alla sua armata di rinoc di invadere il laboratorio del Professore. Anche questa volta, toccherà a Spyro e a Sparx aiutare il Professore a richiudere il varco rapidamente prima che le orde e l'ego smisurato di Ripto assumano il controllo totale del Regno dei Draghi, andando a cercare dodici cuori in altrettanti mondi per riparare i danni creati. Nel gioco saranno presenti, tra gli altri, anche la scimmia Agente 9 e il sergente James Byrd.

## Modalità di gioco

### Diario
Per aiutare Spyro nella sua ricerca dei Cuori dei Paesi, il Diario indicherà ogni oggetto e ricerca assegnati a lui o a Sparx. Premendo il pulsante "START" si aprirà il Diario che permetterà di:
- visualizzare le Ricerche e gli oggetti necessari per completarle;
- verificare i progressi di Spyro in ogni Paese;
- esaminare e recuperare dettagli sugli oggetti raccolti;
- visualizzare Oggetti speciali come Cuori, Capacità speciali, Chiavi e Oggetti bonus.

### Movimenti di Spyro
- Attacco del soffio: l'attacco più efficace di Spyro è il soffio infuocato; nel corso delle sue avventure Spyro si imbatterà in oggetti magici in grado di cambiare e aumentare la potenza del suo attacco del soffio (ad esempio usare la Super Mentina in prossimità di acque poco profonde permetterà di congelare la superficie dell'acqua per un breve periodo per farci camminare sopra Spyro);
- Carica: i cornetti gialli appuntiti sulla testa di Spyro sono adattissimi per caricare i nemici; basterà premere il pulsante "R" per lanciare Spyro alla carica nel livello e poi guidarlo con i tasti direzionali per farlo scontrare con nemici, vasi ed altri oggetti (alcuni oggetti possono essere rotti o danneggiati solo grazie alla carica di Spyro);
- Planata: i giovani draghi come Spyro non hanno ancora delle ali ben sviluppate e così non possono volare molto lontano, ma possono planare; premendo il pulsante "A" mentre Spyro si troverà nell'apice del salto per planare nella direzione verso cui è diretto (ovviamente maggiore è l'altezza dei luoghi da cui inizia la planata, maggiore sarà la distanza percorsa).

### Salute di Spyro e cibo
Sparx la libellula è il tutore di Spyro. Sparx dà a Spyro la capacità di incassare un numero maggiore di colpi dei nemici. Sparx funge anche da indicatore della salute di Spyro: l'eroico draghetto può essere colpito al massimo quattro volte prima di morire, in base al colore di Sparx:
- giallo: energia completa;
- blu: dopo 1 colpo;
- verde: dopo 2 colpi;
- assenza di Sparx: dopo 3 colpi.

Le libellule sono ghiotte di farfalle. Le pecore ed altri capi di bestiame locale celano una vera e propria riserva di farfalle, piatto forte della dieta di ogni libellula. A Spyro basterà arrostire o caricare gli animali locali per stanare le farfalle spaventandole. Trovando le farfalle per Sparx verrà ripristinata la salute di Spyro. Se Spyro abbandonerà il livello in cui si trova e vi fa ritorno in seguito, anche il cibo ritornerà nello stesso punto come se non fosse stato mai raccolto.

## Accoglienza
| Testata                            | Giudizio |
| ---------------------------------- | -------- |
| Metacritic (media al 24-05-2020)   | 72/100   |
| GameRankings (media al 09-12-2019) | 74,50%   |
| GameSpy                            | 4/5      |
| IGN                                | 8/10     |

Spyro Adventure ha ricevuto critiche piuttosto positive, ottenendo un punteggio aggregato del 74,50% su GameRankings e di 72/100 su Metacritic.